# Fazenda de Verão
Fazenda de Verão foi um reality show brasileiro produzido e exibido pela Record, derivado de A Fazenda, os participantes foram pessoas anônimas ao invés de famosos, além da apresentação de Rodrigo Faro. O reality estreou no dia 31 de outubro de 2012. O programa não era exibido aos domingos, somente de segunda a sábado.
A vencedora do programa foi a assessora de imprensa Angelis Borges, que enfrentou a modelo Ísis Gomes e o empresário Thyago Gesta na final do programa. Angelis recebeu 1 milhão de reais e Ísis foi premiada com um carro por seu segundo lugar.

## Produção

### Inscrições
As inscrições começaram a partir de 7 setembro de 2012 e foram até 19 de outubro de 2012. Foram 40 mil candidatos, 200 foram escolhidos como semi-finalistas para uma entrevista em outubro de 2012. A partir desses semi-finalistas, 22 foram escolhidos para participar do show, entre outubro de 2012 e janeiro de 2013.

### Exibição
O reality Fazenda de Verão confinou anônimos que brigaram pelo prêmio de R$ 1 milhão. O telespectador acompanhou o dia a dia dos participantes pela TV na íntegra e no 24 horas ao vivo do site oficial no Portal R7.
O jogo começou com dezesseis participantes, pessoas de várias partes do país e com personalidades bastante distintas. Foi recebido mais dois vindos de uma dura semana no celeiro e de uma roça entre dois homens e duas mulheres. Ao decorrer do programa, houve três desistências e uma expulsão.
Além da ausência de pessoas famosas, desta vez o reality não teve fazendeiro nem qualquer espécie de líder da semana. As lhamas e ovelhas também deram lugar a animais de pequeno porte como coelhos e galinhas.
O programa foi exibido de segunda a sexta às 23:00 horas e aos sábados às 22:30 horas. A fazenda onde foi gravado o reality fica na zona rural de Itu, São Paulo, foi o mesmo utilizado nas temporadas de A Fazenda. Nessa versão, o apresentador foi Rodrigo Faro e a modelo e jornalista Juliana Camargo conduziu as provas extras do programa. Felipe Vita e Dani Duff cobriram o programa pela internet no Portal R7, o telespectador acompanhou os bastidores em A Fazenda Online, plataforma com notícias exclusivas, comentários, análises e entrevistas dos participantes e confinamento.

## Formato

### Tá na Roça
Toda semana, participantes são indicados ao Tá na Roça e passam pela votação do público. O telespectador é quem escolhe qual participante continuará por meio de votação, que é realizada por telefone, SMS e Internet.
1º indicado
Um participante irá para a berlinda por meio do voto aberto de todos os integrantes do jogo.
2º indicado
O outro participante que é indicado para a roça é escolhido da seguinte maneira: Todos os outros participantes votam secretamente em qualquer outra pessoa de sua própria equipe, os indicados mais votados ficam em uma pré-roça, e o 1º indicado decide qual dos dois, quer enfrentar.

### Eliminação
Toda semana, um participante coloca o "Pé na Estrada", sendo eliminado do programa. Diferente de A Fazenda, em que o público votava em quem queria eliminar, nessa versão o público vota em quem deve continuar.

### Celeiro
| Candidato                                 | Idade   | Ocupação                | Origem                  | Resultado                                           |
| ----------------------------------------- | ------- | ----------------------- | ----------------------- | --------------------------------------------------- |
| Angelis Cunha Borges                      | 27 anos | Assessora de imprensa   | Uberlândia - MG         | Escolhidos para entrar em 6 de novembro de 2012     |
| Raphael Rezende Machado                   | 26 anos | Técnico em refrigeração | Rio de Janeiro - RJ     | Escolhidos para entrar em 6 de novembro de 2012     |
| Clarissa de Oliveira Netto (Cacá Werneck) | 28 anos | DJ                      | Rio de Janeiro - RJ     | Não escolhidos para entrar em 6 de novembro de 2012 |
| Leandro Kloppel Lo Frano                  | 29 anos | DJ                      | São Caetano do Sul - SP | Não escolhidos para entrar em 6 de novembro de 2012 |

## Participantes
Abaixo a lista dos participantes desta edição, com as ocupações listadas pelo site oficial do programa e com as respectivas idades durante o início das gravações.
| Participante                                             | Profissão               | Resultado                               |
| -------------------------------------------------------- | ----------------------- | --------------------------------------- |
| Angelis Cunha Borges 27 anos, Uberlândia - MG            | Assessora de imprensa   | Vencedora em 30 de janeiro de 2013      |
| Ísis Gomes 27 anos, Porto Alegre - RS                    | Modelo                  | 2º lugar em 30 de janeiro de 2013       |
| Thyago Gesta Ferreira 28 anos, Rio de Janeiro - RJ       | Empresário              | 3º lugar em 30 de janeiro de 2013       |
| Victor Hugo de Aviz 21 anos, Canoinhas - SC              | Estudante               | 13º eliminado em 28 de janeiro de 2013  |
| Manoella Stoltz Queiroz 27 anos, Curitiba - PR           | Estilista               | 12ª eliminada em 24 de janeiro de 2013  |
| Dan Waineraich 31 anos, Rio de Janeiro - RJ              | Empresário e modelo     | 11º eliminado em 17 de janeiro de 2013  |
| Flávia Armond Tibo 32 anos, Mariana - MG                 | Dentista                | 10ª eliminada em 10 de janeiro de 2013  |
| Karine Dornelas Pedro 19 anos, Japeri - RJ               | Dançarina               | 9ª eliminada em 3 de janeiro de 2013    |
| Natália Inoue 26 anos, Curitiba - PR                     | Modelo                  | 8ª eliminada em 27 de dezembro de 2012  |
| Rodrigo Coutinho Carril 25 anos, Porto Alegre - RS       | Advogado                | 7º eliminado em 20 de dezembro de 2012  |
| Raphael Rezende Machado 26 anos, Rio de Janeiro - RJ     | Técnico em refrigeração | 6º eliminado em 13 de dezembro de 2012  |
| Haysam Mohamad Ali 24 anos, São Paulo - SP               | Publicitário            | 3º desistente em 11 de dezembro de 2012 |
| Nuelle Cemira Alves da Silva 24 anos, Ceres - GO         | Modelo                  | 5ª eliminada em 6 de dezembro de 2012   |
| José Lucas Dias Barreto 24 anos, Rio de Janeiro - RJ     | Modelo                  | Expulso em 3 de dezembro de 2012        |
| Vanderlei do Sacramento 40 anos, Salvador - BA           | Modelo                  | 4º eliminado em 29 de novembro de 2012  |
| Bianca Luperini 20 anos, Araras - SP                     | Estudante               | 3ª eliminada em 22 de novembro de 2012  |
| Halan de Araujo Assakura 23 anos, São Paulo - SP         | Publicitário            | 2º desistente em 22 de novembro de 2012 |
| Rodrigo Simões Ribeiro 33 anos, São Paulo - SP           | Personal trainer        | 1º desistente em 19 de novembro de 2012 |
| Gabriela Alves Novaes de Oliveira 22 anos, Juazeiro - BA | Funcionária pública     | 2ª eliminada em 15 de novembro de 2012  |
| Claudia Kramer Castro 27 anos, Guaíba - RS               | Coreógrafa              | 1ª eliminada em 8 de novembro de 2012   |

## Duelo
O Duelo é uma prova semanal disputada entre os participantes, divididos em duas equipes. A equipe que vence a prova se torna a Equipe Cigarra, recebendo vantagens ao longo da semana e tendo tempo livre para descansar. A equipe perdedora se torna a Equipe Formiga, responsável pelas tarefas da sede até o próximo Duelo.

### Equipes
Para o primeiro Duelo, os participantes puderam se dividir em duas equipes de acordo com suas preferências. Quando uma equipe apresenta desvantagem numérica igual ou superior a dois integrantes, a outra equipe deve enviar um de seus membros para a adversária através de escolha unânime. Cacá e Leandro foram eliminados no Celeiro, antes que pudessem integrar uma das equipes. A partir da 11ª semana, declarou-se fusão de equipes e que seria cada um por si.
|                | Sem 1   | Sem 2   | Sem 3   | Sem 4   | Sem 5   | Sem 6   | Sem 7   | Sem 8   | Sem 9   | Sem 10  | Sem 11   | Sem 12   |
| -------------- | ------- | ------- | ------- | ------- | ------- | ------- | ------- | ------- | ------- | ------- | -------- | -------- |
| Angelis        | Formiga | Cigarra | Formiga | Formiga | Cigarra | Cigarra | Formiga | Formiga | Cigarra | Cigarra | Descansa | Trabalha |
| Ísis           | Cigarra | Formiga | Formiga | Formiga | Cigarra | Formiga | Cigarra | Cigarra | Formiga | Formiga | Trabalha | Descansa |
| Thyago         | Formiga | Cigarra | Cigarra | Cigarra | Formiga | Cigarra | Formiga | Formiga | Cigarra | Cigarra | Trabalha | Descansa |
| Victor         | Cigarra | Formiga | Formiga | Cigarra | Formiga | Cigarra | Formiga | Formiga | Cigarra | Cigarra | Trabalha | Trabalha |
| Manoella       | Ausente | Ausente | Ausente | Cigarra | Cigarra | Formiga | Cigarra | Cigarra | Formiga | Formiga | Descansa | Trabalha |
| Dan            | Cigarra | Formiga | Formiga | Formiga | Cigarra | Formiga | Cigarra | Cigarra | Formiga | Formiga | Descansa |          |
| Flávia         | Cigarra | Formiga | Formiga | Formiga | Cigarra | Formiga | Cigarra | Cigarra | Formiga | Formiga |          |          |
| Karine         | Formiga | Cigarra | Cigarra | Cigarra | Formiga | Cigarra | Formiga | Formiga | Cigarra |         |          |          |
| Natália        | Formiga | Cigarra | Cigarra | Cigarra | Formiga | Cigarra | Formiga | Formiga |         |         |          |          |
| Rodrigo Carril | Cigarra | Formiga | Formiga | Formiga | Cigarra | Formiga | Cigarra |         |         |         |          |          |
| Raphael        | Cigarra | Formiga | Formiga | Formiga | Cigarra | Formiga |         |         |         |         |          |          |
| Haysam         | Formiga | Cigarra | Cigarra | Cigarra | Formiga | Cigarra |         |         |         |         |          |          |
| Nuelle         | Formiga | Cigarra | Cigarra | Cigarra | Formiga |         |         |         |         |         |          |          |
| Lucas          | Ausente | Ausente | Ausente | Cigarra | Formiga |         |         |         |         |         |          |          |
| Sacramento     | Cigarra | Formiga | Formiga | Formiga |         |         |         |         |         |         |          |          |
| Bianca         | Formiga | Cigarra | Cigarra |         |         |         |         |         |         |         |          |          |
| Halan          | Formiga | Cigarra | Cigarra |         |         |         |         |         |         |         |          |          |
| Rodrigo Simões | Formiga | Cigarra | Cigarra |         |         |         |         |         |         |         |          |          |
| Gabriela       | Cigarra | Formiga |         |         |         |         |         |         |         |         |          |          |
| Claudia        | Cigarra |         |         |         |         |         |         |         |         |         |          |          |

## Histórico
|                                                    | Sem 1                      | Sem 1                                                                     | Sem 2                                                                   | Sem 3                                            | Sem 4                                                     | Sem 5                                                   | Sem 6                                | Sem 7                                   | Sem 8                      | Sem 9                        | Sem 10                      | Sem 11                      | Sem 12                      | Sem 13                               | Sem 13                           | Votos recebidos |
| Dia 3                                              | Dia 8                      | Dia 89                                                                    | Sem 2                                                                   | Sem 3                                            | Sem 4                                                     | Sem 5                                                   | Sem 6                                | Sem 7                                   | Sem 8                      | Sem 9                        | Sem 10                      | Sem 11                      | Sem 12                      | Final                                |                                  | Votos recebidos |
| -------------------------------------------------- | -------------------------- | ------------------------------------------------------------------------- | ----------------------------------------------------------------------- | ------------------------------------------------ | --------------------------------------------------------- | ------------------------------------------------------- | ------------------------------------ | --------------------------------------- | -------------------------- | ---------------------------- | --------------------------- | --------------------------- | --------------------------- | ------------------------------------ | -------------------------------- | --------------- |
| Vencedor do Duelo Semanal                          | (nenhum)                   | Equipe Azul                                                               | Rodrigo Simões                                                          | Halan                                            | Haysam                                                    | Manoella                                                | Natália                              | Rodrigo Carril                          | Dan                        | Angelis                      | Victor                      | (nenhum)                    | (nenhum)                    | (nenhum)                             | (nenhum)                         |                 |
| Equipe Vencedora do Duelo Semanal (Equipe Cigarra) | (nenhum)                   | Claudia Dan Flávia Gabriela Ísis Raphael Rodrigo Carril Sacramento Victor | Angelis Bianca Halan Haysam Karine Natália Nuelle Rodrigo Simões Thyago | Bianca Halan Haysam Karine Natália Nuelle Thyago | Haysam Karine Lucas Manoella Natália Nuelle Thyago Victor | Angelis Dan Flávia Ísis Manoella Raphael Rodrigo Carril | Angelis Karine Natália Thyago Victor | Dan Flávia Ísis Manoella Rodrigo Carril | Dan Flávia Ísis Manoella   | Angelis Karine Thyago Victor | Angelis Thyago Victor       | Angelis Dan Manoella        | Ísis Thyago                 | (nenhum)                             | (nenhum)                         |                 |
| 1º Indicado                                        | (nenhum)                   | Claudia                                                                   | Rodrigo Simões                                                          | Angelis                                          | Sacramento                                                | Angelis                                                 | Thyago                               | Rodrigo Carril                          | Flávia                     | Karine                       | Flávia                      | Dan                         | Angelis                     | Angelis                              | (nenhum)                         |                 |
| 1º Indicado                                        | (nenhum)                   | Claudia                                                                   | Rodrigo Simões                                                          | Angelis                                          | Sacramento                                                | Angelis                                                 | Thyago                               | Rodrigo Carril                          | Natália                    | Karine                       | Flávia                      | Dan                         | Angelis                     | Angelis                              | (nenhum)                         |                 |
| Pré-Indicado da Equipe                             | (nenhum)                   | Bianca Sacramento                                                         | Gabriela Nuelle                                                         | Raphael Bianca                                   | Angelis Nuelle                                            | Nuelle Manoella                                         | Raphael Angelis                      | Angelis Ísis                            | Angelis Dan                | Ísis Victor                  | Fusão de equipes            | Fusão de equipes            | Fusão de equipes            | Fusão de equipes                     | (nenhum)                         |                 |
| 2º Indicado                                        | (nenhum)                   | Bianca                                                                    | Gabriela                                                                | Bianca                                           | Angelis                                                   | Nuelle                                                  | Raphael                              | Angelis                                 | Angelis                    | Victor                       | Manoella                    | Manoella                    | Manoella                    | Ísis Victor                          | (nenhum)                         |                 |
|                                                    |                            |                                                                           |                                                                         |                                                  |                                                           |                                                         |                                      |                                         |                            |                              |                             |                             |                             |                                      |                                  |                 |
| Angelis                                            | Celeiro                    | Ausente                                                                   | Haysam Bianca                                                           | Haysam Rodrigo Carril                            | Sacramento Rodrigo Carril                                 | Rodrigo Carril Raphael                                  | Thyago Victor                        | Vetada                                  | Flávia Karine              | Karine Victor                | Salva                       | Victor                      | Ísis                        | Roça                                 | Vencedora (Dia 93)               | 39              |
| Ísis                                               | Sede                       | Bianca Rodrigo Carril                                                     | Gabriela                                                                | Angelis Raphael                                  | Sacramento Raphael                                        | Manoella                                                | Thyago Raphael                       | Angelis Dan                             | Flávia Dan                 | Manoella                     | Salva                       | Dan                         | Manoella                    | Roça                                 | 2º lugar (Dia 93)                | 12              |
| Thyago                                             | Sede                       | Claudia Bianca                                                            | Sacramento Nuelle                                                       | Angelis Nuelle                                   | Angelis Nuelle                                            | Angelis Nuelle                                          | Manoella Karine                      | Rodrigo Carril Karine                   | Flávia Karine              | Flávia Victor                | Salvo                       | Dan                         | Manoella                    | Salvo                                | 3º lugar (Dia 93)                | 14              |
| Victor                                             | Sede                       | Bianca Gabriela                                                           | Nuelle Gabriela                                                         | Angelis Raphael                                  | Angelis Nuelle                                            | Angelis Nuelle                                          | Manoella Angelis                     | Rodrigo Carril Angelis                  | Manoella Angelis           | Manoella Thyago              | Flávia Manoella             | Dan                         | Manoella                    | Roça                                 | Eliminado (Dia 91)               | 6               |
| Manoella                                           | Ausente                    | Ausente                                                                   | Ausente                                                                 | Ausente                                          | Thyago                                                    | Raphael                                                 | Thyago Raphael                       | Rodrigo Carril Dan                      | Flávia Dan                 | Karine Ísis                  | Roça                        | Victor                      | Ísis                        | Eliminada (Dia 87)                   | Eliminada (Dia 87)               | 25              |
| Dan                                                | Sede                       | Bianca Gabriela                                                           | Karine Gabriela                                                         | Angelis Raphael                                  | Angelis                                                   | Angelis Manoella                                        | Thyago Manoella                      | Angelis Ísis                            | Natália Manoella           | Karine Ísis                  | Salvo                       | Thyago                      | Eliminado (Dia 80)          | Eliminado (Dia 80)                   | Eliminado (Dia 80)               | 8               |
| Flávia                                             | Sede                       | Claudia Sacramento                                                        | Rodrigo Simões Sacramento                                               | Angelis Raphael                                  | Sacramento Raphael                                        | Manoella                                                | Thyago Raphael                       | Angelis Ísis                            | Natália Manoella           | Karine Ísis                  | Roça                        | Eliminada (Dia 73)          | Eliminada (Dia 73)          | Eliminada (Dia 73)                   | Eliminada (Dia 73)               | 9               |
| Karine                                             | Sede                       | Claudia Bianca                                                            | Rodrigo Simões Halan                                                    | Angelis Bianca                                   | Sacramento Nuelle                                         | Manoella Nuelle                                         | Thyago Angelis                       | Rodrigo Carril Angelis                  | Flávia Angelis             | Manoella Thyago              | Eliminada (Dia 66)          | Eliminada (Dia 66)          | Eliminada (Dia 66)          | Eliminada (Dia 66)                   | Eliminada (Dia 66)               | 14              |
| Natália                                            | Sede                       | Claudia Bianca                                                            | Gabriela Nuelle                                                         | Angelis Nuelle                                   | Sacramento Nuelle                                         | Nuelle                                                  | Thyago Angelis                       | Rodrigo Carril Angelis                  | Flávia Angelis             | Eliminada (Dia 59)           | Eliminada (Dia 59)          | Eliminada (Dia 59)          | Eliminada (Dia 59)          | Eliminada (Dia 59)                   | Eliminada (Dia 59)               | 10              |
| Rodrigo Carril                                     | Sede                       | Bianca Ísis                                                               | Karine Sacramento                                                       | Angelis Raphael                                  | Angelis                                                   | Angelis Manoella                                        | Thyago Manoella                      | Angelis Ísis                            | Eliminado (Dia 52)         | Eliminado (Dia 52)           | Eliminado (Dia 52)          | Eliminado (Dia 52)          | Eliminado (Dia 52)          | Eliminado (Dia 52)                   | Eliminado (Dia 52)               | 12              |
| Raphael                                            | Celeiro                    | Ausente                                                                   | Haysam Flávia                                                           | Angelis Ísis                                     | Dan Rodrigo Carril                                        | Manoella                                                | Ísis Manoella                        | Eliminado (Dia 46)                      | Eliminado (Dia 46)         | Eliminado (Dia 46)           | Eliminado (Dia 46)          | Eliminado (Dia 46)          | Eliminado (Dia 46)          | Eliminado (Dia 46)                   | Eliminado (Dia 46)               | 14              |
| Haysam                                             | Sede                       | Claudia Bianca                                                            | Rodrigo Simões Nuelle                                                   | Angelis Bianca                                   | Sacramento Nuelle                                         | Raphael Nuelle                                          | Desistente (Dia 43)                  | Desistente (Dia 43)                     | Desistente (Dia 43)        | Desistente (Dia 43)          | Desistente (Dia 43)         | Desistente (Dia 43)         | Desistente (Dia 43)         | Desistente (Dia 43)                  | Desistente (Dia 43)              | 6               |
| Nuelle                                             | Sede                       | Claudia Natália                                                           | Natália                                                                 | Angelis Natália                                  | Victor Thyago                                             | Natália                                                 | Eliminada (Dia 38)                   | Eliminada (Dia 38)                      | Eliminada (Dia 38)         | Eliminada (Dia 38)           | Eliminada (Dia 38)          | Eliminada (Dia 38)          | Eliminada (Dia 38)          | Eliminada (Dia 38)                   | Eliminada (Dia 38)               | 17              |
| Lucas                                              | Ausente                    | Ausente                                                                   | Ausente                                                                 | Ausente                                          | Ausente                                                   | Expulso (Dia 35)                                        | Expulso (Dia 35)                     | Expulso (Dia 35)                        | Expulso (Dia 35)           | Expulso (Dia 35)             | Expulso (Dia 35)            | Expulso (Dia 35)            | Expulso (Dia 35)            | Expulso (Dia 35)                     | Expulso (Dia 35)                 | 0               |
| Sacramento                                         | Sede                       | Halan Gabriela                                                            | Rodrigo Carril                                                          | Angelis Ísis                                     | Angelis                                                   | Eliminado (Dia 31)                                      | Eliminado (Dia 31)                   | Eliminado (Dia 31)                      | Eliminado (Dia 31)         | Eliminado (Dia 31)           | Eliminado (Dia 31)          | Eliminado (Dia 31)          | Eliminado (Dia 31)          | Eliminado (Dia 31)                   | Eliminado (Dia 31)               | 16              |
| Bianca                                             | Sede                       | Claudia Karine                                                            | Rodrigo Simões Karine                                                   | Angelis Natália                                  | Eliminada (Dia 24)                                        | Eliminada (Dia 24)                                      | Eliminada (Dia 24)                   | Eliminada (Dia 24)                      | Eliminada (Dia 24)         | Eliminada (Dia 24)           | Eliminada (Dia 24)          | Eliminada (Dia 24)          | Eliminada (Dia 24)          | Eliminada (Dia 24)                   | Eliminada (Dia 24)               | 13              |
| Halan                                              | Sede                       | Sacramento Karine                                                         | Sacramento Karine                                                       | Angelis Bianca                                   | Desistente (Dia 23)                                       | Desistente (Dia 23)                                     | Desistente (Dia 23)                  | Desistente (Dia 23)                     | Desistente (Dia 23)        | Desistente (Dia 23)          | Desistente (Dia 23)         | Desistente (Dia 23)         | Desistente (Dia 23)         | Desistente (Dia 23)                  | Desistente (Dia 23)              | 2               |
| Rodrigo Simões                                     | Sede                       | Claudia Bianca                                                            | Haysam                                                                  | Desistente (Dia 21)                              | Desistente (Dia 21)                                       | Desistente (Dia 21)                                     | Desistente (Dia 21)                  | Desistente (Dia 21)                     | Desistente (Dia 21)        | Desistente (Dia 21)          | Desistente (Dia 21)         | Desistente (Dia 21)         | Desistente (Dia 21)         | Desistente (Dia 21)                  | Desistente (Dia 21)              | 4               |
| Gabriela                                           | Sede                       | Sacramento                                                                | Natália Ísis                                                            | Eliminada (Dia 17)                               | Eliminada (Dia 17)                                        | Eliminada (Dia 17)                                      | Eliminada (Dia 17)                   | Eliminada (Dia 17)                      | Eliminada (Dia 17)         | Eliminada (Dia 17)           | Eliminada (Dia 17)          | Eliminada (Dia 17)          | Eliminada (Dia 17)          | Eliminada (Dia 17)                   | Eliminada (Dia 17)               | 8               |
| Claudia                                            | Sede                       | Haysam Sacramento                                                         | Eliminada (Dia 10)                                                      | Eliminada (Dia 10)                               | Eliminada (Dia 10)                                        | Eliminada (Dia 10)                                      | Eliminada (Dia 10)                   | Eliminada (Dia 10)                      | Eliminada (Dia 10)         | Eliminada (Dia 10)           | Eliminada (Dia 10)          | Eliminada (Dia 10)          | Eliminada (Dia 10)          | Eliminada (Dia 10)                   | Eliminada (Dia 10)               | 8               |
| Cacá                                               | Celeiro                    | Eliminada (Dia 8)                                                         | Eliminada (Dia 8)                                                       | Eliminada (Dia 8)                                | Eliminada (Dia 8)                                         | Eliminada (Dia 8)                                       | Eliminada (Dia 8)                    | Eliminada (Dia 8)                       | Eliminada (Dia 8)          | Eliminada (Dia 8)            | Eliminada (Dia 8)           | Eliminada (Dia 8)           | Eliminada (Dia 8)           | Eliminada (Dia 8)                    | Eliminada (Dia 8)                | —               |
| Leandro                                            | Celeiro                    | Eliminado (Dia 8)                                                         | Eliminado (Dia 8)                                                       | Eliminado (Dia 8)                                | Eliminado (Dia 8)                                         | Eliminado (Dia 8)                                       | Eliminado (Dia 8)                    | Eliminado (Dia 8)                       | Eliminado (Dia 8)          | Eliminado (Dia 8)            | Eliminado (Dia 8)           | Eliminado (Dia 8)           | Eliminado (Dia 8)           | Eliminado (Dia 8)                    | Eliminado (Dia 8)                | —               |
|                                                    |                            |                                                                           |                                                                         |                                                  |                                                           |                                                         |                                      |                                         |                            |                              |                             |                             |                             |                                      |                                  |                 |
| Notas                                              | [1]                        | [2][3]                                                                    | [4]                                                                     | [5][6]                                           | [7][8]                                                    | [9]                                                     | [10]                                 | [11]                                    | [12]                       | [13]                         | [14]                        | [15]                        | [16]                        | [17]                                 | [18]                             |                 |
| Desistente                                         | (nenhum)                   | (nenhum)                                                                  | (nenhum)                                                                | Rodrigo Simões                                   | (nenhum)                                                  | (nenhum)                                                | Haysam                               | (nenhum)                                | (nenhum)                   | (nenhum)                     | (nenhum)                    | (nenhum)                    | (nenhum)                    | (nenhum)                             | (nenhum)                         |                 |
| Desistente                                         | (nenhum)                   | (nenhum)                                                                  | (nenhum)                                                                | Halan                                            | (nenhum)                                                  | (nenhum)                                                | Haysam                               | (nenhum)                                | (nenhum)                   | (nenhum)                     | (nenhum)                    | (nenhum)                    | (nenhum)                    | (nenhum)                             | (nenhum)                         |                 |
| Expulso                                            | (nenhum)                   | (nenhum)                                                                  | (nenhum)                                                                | (nenhum)                                         | (nenhum)                                                  | Lucas                                                   | (nenhum)                             | (nenhum)                                | (nenhum)                   | (nenhum)                     | (nenhum)                    | (nenhum)                    | (nenhum)                    | (nenhum)                             | (nenhum)                         |                 |
| Roça                                               | Leandro Raphael            | Bianca Claudia                                                            | Gabriela Rodrigo Simões                                                 | Angelis Bianca                                   | Angelis Sacramento                                        | Angelis Nuelle                                          | Raphael Thyago                       | Angelis Rodrigo Carril                  | Angelis Natália            | Karine Victor                | Flávia Manoella             | Dan Manoella                | Angelis Manoella            | Angelis Ísis Victor                  | Angelis Ísis Thyago              |                 |
| Roça                                               | Angelis Cacá               | Bianca Claudia                                                            | Gabriela Rodrigo Simões                                                 | Angelis Bianca                                   | Angelis Sacramento                                        | Angelis Nuelle                                          | Raphael Thyago                       | Angelis Rodrigo Carril                  | Angelis Natália            | Karine Victor                | Flávia Manoella             | Dan Manoella                | Angelis Manoella            | Angelis Ísis Victor                  | Angelis Ísis Thyago              |                 |
| Eliminado                                          | Leandro 29,83% para entrar | Claudia 49,20% para continuar                                             | Gabriela 29% para continuar                                             | Bianca 26% para continuar                        | Sacramento 29% para continuar                             | Nuelle 27% para continuar                               | Raphael 32% para continuar           | Rodrigo Carril 36% para continuar       | Natália 32% para continuar | Karine 26% para continuar    | Flávia 47% para continuar   | Dan 46% para continuar      | Manoella 32% para continuar | Victor 12% para continuar            | Thyago Não divulgado para vencer |                 |
| Eliminado                                          | Cacá 42,11% para entrar    | Claudia 49,20% para continuar                                             | Gabriela 29% para continuar                                             | Bianca 26% para continuar                        | Sacramento 29% para continuar                             | Nuelle 27% para continuar                               | Raphael 32% para continuar           | Rodrigo Carril 36% para continuar       | Natália 32% para continuar | Karine 26% para continuar    | Flávia 47% para continuar   | Dan 46% para continuar      | Manoella 32% para continuar | Victor 12% para continuar            | Ísis Não divulgado para vencer   |                 |
| Outras %                                           | Raphael 70,17% para entrar | Bianca 50,80% para continuar                                              | Rodrigo Simões 71% para continuar                                       | Angelis 74% para continuar                       | Angelis 71% para continuar                                | Angelis 73% para continuar                              | Thyago 68% para continuar            | Angelis 64% para continuar              | Angelis 68% para continuar | Victor 74% para continuar    | Manoella 53% para continuar | Manoella 54% para continuar | Angelis 68% para continuar  | Angelis Não divulgado para continuar | Angelis 69% para vencer          |                 |
| Outras %                                           | Angelis 57,89% para entrar | Bianca 50,80% para continuar                                              | Rodrigo Simões 71% para continuar                                       | Angelis 74% para continuar                       | Angelis 71% para continuar                                | Angelis 73% para continuar                              | Thyago 68% para continuar            | Angelis 64% para continuar              | Angelis 68% para continuar | Victor 74% para continuar    | Manoella 53% para continuar | Manoella 54% para continuar | Angelis 68% para continuar  | Ísis Não divulgado para continuar    | Angelis 69% para vencer          |                 |

#### Legendas
|  | Equipe Cigarra |  | Equipe Formiga |  | Imune |  | Vetado(a) |

## Classificação geral
| Pos.  | Participante            | Meio de indicação                 | % para continuar | Eliminado em |
| ----- | ----------------------- | --------------------------------- | ---------------- | ------------ |
| 1     | Angelis Borges          | Finalista                         | 69%              | —            |
| 2     | Ísis Gomes              | Finalista                         | Não divulgado    | Semana 13    |
| 3     | Thyago Gesta            | Finalista                         | Não divulgado    | Semana 13    |
| 4     | Victor Hugo Aviz        | Prova do Finalista                | 12%              | Semana 13    |
| 5     | Manoella Stoltz         | Peões (3 votos)                   | 32%              | Semana 12    |
| 6     | Dan Waineraich          | Peões (3 votos)                   | 46%              | Semana 11    |
| 7     | Flávia Armond           | Poder do Envelope (Victor)        | 47%              | Semana 10    |
| 8     | Karine Dornelas         | Peões (4 votos)                   | 26%              | Semana 9     |
| 9     | Natália Inoue           | Poder do Envelope (Dan)           | 32%              | Semana 8     |
| 10    | Rodrigo Carril          | Peões (5 votos)                   | 36%              | Semana 7     |
| 11    | Raphael Machado         | Peões da Equipe Formiga (3 votos) | 32%              | Semana 6     |
| 12    | Haysam Ali              | Desistente                        | Desistente       | Semana 6     |
| 13    | Nuelle Alves            | Peões da Equipe Formiga (5 votos) | 27%              | Semana 5     |
| 14    | Lucas Barreto           | Expulso                           | Expulso          | Semana 5     |
| 15    | Vanderlei do Sacramento | Peões (6 votos)                   | 29%              | Semana 4     |
| 16    | Bianca Luperini         | Peões da Equipe Cigarra (3 votos) | 26%              | Semana 3     |
| 17    | Halan Assakura          | Desistente                        | Desistente       | Semana 3     |
| 18    | Rodrigo Simões          | Desistente                        | Desistente       | Semana 3     |
| 19    | Gabriela Novaes         | Peões da Equipe Formiga (3 votos) | 29%              | Semana 2     |
| 20    | Claudia Kramer          | Peões (8 votos)                   | 49,20%           | Semana 1     |
| 21–22 | Cacá Werneck            | Celeiro                           | 42,11%           | Semana 1     |
| 21–22 | Leandro Kloppel         | Celeiro                           | 29,83%           | Semana 1     |

## Audiência
Todos os números estão em pontos e são fornecidos pelo IBOPE. Os consolidados servem como referência para o mercado publicitário.
| Data de transmissão     | SEG               | TER               | QUA               | QUI               | SEX               | SÁB               | Média Semanal |
| ----------------------- | ----------------- | ----------------- | ----------------- | ----------------- | ----------------- | ----------------- | ------------- |
| 31/10 a 03/11/2012      | —                 | —                 | 14                | 07                | 08                | 08                | 09            |
| 05/11 a 10/11/2012      | 08                | 07                | 05                | 07                | 07                | 09                | 07            |
| 12/11 a 17/11/2012      | 06                | 08                | 06                | 06                | 07                | 07                | 07            |
| 19/11 a 24/11/2012      | 06                | 08                | 06                | 07                | 07                | 09                | 07            |
| 26/11 a 01/12/2012      | 05                | 08                | 09                | 07                | 07                | 09                | 08            |
| 03/12 a 08/12/2012      | 08                | 07                | 08                | 07                | 06                | 07                | 07            |
| 10/12 a 15/12/2012      | 05                | 07                | 05                | 07                | 06                | 06                | 06            |
| 17/12 a 22/12/2012      | 05                | 06                | 05                | 05                | 06                | 08                | 06            |
| 24/12 a 29/12/2012      | 02                | 05                | 07                | 06                | 08                | 09                | 06            |
| 31/12/2012 a 05/01/2013 | 02                | 04                | 05                | 06                | 06                | 07                | 05            |
| 07/01 a 12/01/2013      | 06                | 05                | 05                | 06                | 06                | 08                | 06            |
| 14/01 a 19/01/2013      | 04                | 05                | 07                | 07                | 08                | 07                | 06            |
| 21/01 a 26/01/2013      | 07                | 07                | 06                | 07                | 07                | 07                | 07            |
| 28/01 a 30/01/2013      | 07                | 07                | 10                | —                 | —                 | —                 | 08            |
| 31/10/2012 a 30/01/2013 | Média do programa | Média do programa | Média do programa | Média do programa | Média do programa | Média do programa | 07            |

- Cada ponto representava 60.000 domicílios da Grande São Paulo.